# Jörg Fisch
Jörg Fisch (* 28. April 1947 in St. Gallen; † 12. Dezember 2024 in Brugg) war ein Schweizer Historiker und Hochschullehrer.

## Leben
Jörg Fisch wurde als Sohn von Jakob Fisch und dessen Frau Berta, geb. Debrunner, in St. Gallen geboren. Er studierte Geschichte und Philosophie an den Universitäten Zürich, Basel, Wien, Münster und Heidelberg. 1976 wurde er in Heidelberg mit einer Studie über die Grundlagen und Formelemente des Friedensschlusses bei Reinhart Koselleck promoviert. Von 1976 bis 1986 war er Wissenschaftlicher Angestellter an der Fakultät für Geschichtswissenschaft der Universität Bielefeld, wo er sich 1983 mit einer Arbeit über die Auseinandersetzungen um den Status der überseeischen Gebiete vom 15. Jahrhundert bis zur Gegenwart habilitierte. Es folgten Professuren in Geschichte an den Universitäten Bielefeld und Mainz. Von 1987 bis zur Emeritierung 2012 war er ordentlicher Professor für Allgemeine neuere Geschichte an der Universität Zürich und lehrte insbesondere aussereuropäische Geschichte sowie europäische Zeitgeschichte.
Fisch war 1980/81 Stipendiat an der School of Oriental and African Studies (London), 1986 Directeur d’études associé an der École des hautes études en sciences sociales (Paris), 1999/2000 Gastprofessor an der Juristischen Fakultät der Universität Tokio, 2005 Visiting Fellow am National Europe Institute der Australian National University (Canberra) und 2007/08 Forschungsstipendiat am Historischen Kolleg München. Ab 2010 war er Mitglied der Academia Europaea.
Fischs Arbeitsschwerpunkte waren die Geschichte des Völkerrechts und der internationalen Beziehungen, die Weltkriege und der Nationalsozialismus, Probleme der Universalgeschichte sowie die Geschichte der Menschenrechte. Fisch war auch Mitherausgeber der Neuen Fischer Weltgeschichte. Zu seinen Schülern zählten Susanne Wille, Wangpo Tethong, Christian Koller, Bernhard Ruetz und Philipp Gut.

## Schriften
Bücher
- Krieg und Frieden im Friedensvertrag. Eine universalgeschichtliche Studie über Grundlagen und Formelemente des Friedensschlusses (= Sprache und Geschichte. Bd. 3). Klett-Cotta, Stuttgart 1979, ISBN 3-12-912410-1 (Teilw. zugl.: Heidelberg, Univ., Diss., 1976).
- Cheap lives and dear limbs. The British transformation of the Bengal criminal law 1769–1817 (= Beiträge zur Südasienforschung. Bd. 79). Steiner, Wiesbaden 1983, ISBN 3-515-04012-9.
- Die europäische Expansion und das Völkerrecht. Die Auseinandersetzungen um den Status der überseeischen Gebiete vom 15. Jahrhundert bis zur Gegenwart (= Beiträge zur Kolonial- und Überseegeschichte. Bd. 26). Steiner, Stuttgart 1984, ISBN 3-515-04056-0 (Zugl.: Bielefeld, Univ., Habil.-Schr., 1983).
- Hollands Ruhm in Asien. François Valentyns Vision des niederländischen Imperiums im 18. Jahrhundert (= Beiträge zur Kolonial- und Überseegeschichte. Bd. 34). Steiner, Stuttgart 1986, ISBN 3-515-04593-7.
- Geschichte Südafrikas (= dtv 4550). Deutscher Taschenbuch-Verlag, München 1990, ISBN 3-423-04550-7 (2. Auflage. ebenda 1991).
- Reparationen nach dem Zweiten Weltkrieg. Beck, München 1992, ISBN 3-406-35984-1.
- Tödliche Rituale. Die indische Witwenverbrennung und andere Formen der Totenfolge. Campus-Verlag, Frankfurt am Main u. a. 1998, ISBN 3-593-36096-9.
- Europa zwischen Wachstum und Gleichheit. 1850–1914 (= Handbuch der Geschichte Europas. Bd. 8 = UTB. Bd. 2290). Ulmer, Stuttgart 2002, ISBN 3-8001-2763-6.
- Das Selbstbestimmungsrecht der Völker. Die Domestizierung einer Illusion. Beck, München 2010, ISBN 978-3-406-59858-6.
- (Hrsg.) Die Verteilung der Welt. Selbstbestimmung und das Selbstbestimmungsrecht der Völker (= Schriften des Historischen Kollegs. Kolloquien. Bd. 79) Oldenbourg, München 2011, ISBN 978-3-486-70384-9 (Digitalisat).

Aufsätze (Auswahl)
- Der märchenhafte Orient. Die Umwertung einer Tradition von Marco Polo bis Macaulay. In: Saeculum. Bd. 35, Nr. 3/4, 1984, S. 246–266.
- A Pamphlet War on Christian Missions in India 1807–1809. In: Journal of Asian History. Bd. 19, Nr. 1, 1985, ISSN 0021-910X, S. 22–70.
- A Solitary Vindicator of the Hindus. The Life and Writings of General Charles Stuart (1757/58–1828). In: Journal of the Royal Asiatic Society. NS, Bd. 117, Nr. 1, 1985, ISSN 1356-1863, S. 35–57, doi:10.1017/S0035869X00154930.
- Kausalität und Physiognomik. Zyklische Geschichtsmodelle bei Ibn Haldun und Oswald Spengler. In: Archiv für Kulturgeschichte. Bd. 67, 1985, S. 263–309.
- Law as a means and as an end. Some remarks on the function of European and non-european law in the process of European Expansion. In: Wolfgang J. Mommsen, Jaap A. de Moor (Hrsg.): European Expansion and Law. The encounter of European and indigenous law in 19th-and 20th-Century Africa and Asia. Berg, Oxford 1992, ISBN 0-85496-762-1, S. 15–38.
- Africa as terra nullius. The Berlin Conference and International Law. In: Stig Förster, Wolfgang J. Mommsen, Ronald Robinson (Hrsg.): Bismarck, Europe and Africa. The Berlin Africa Conference 1884–1885 and the onset of partition. Oxford University Press, Oxford u. a. 1988, ISBN 0-19-920500-0, S. 347–375.
- Jenseitsglaube, Ungleichheit und Tod. Zu einigen Aspekten der Totenfolge. In: Saeculum. Bd. 44, 1993, S. 165–199.
- Dying for the Dead: Sati in Universal Context. In: Journal of World History. Bd. 16, Nr. 3, 2005, ISSN 1045-6007, S. 293–325, doi:10.1353/jwh.2006.0005.
- Adolf Hitler und das Selbstbestimmungsrecht der Völker. In: Historische Zeitschrift. Bd. 290, Nr. 1, 2010, S. 93–118, doi:10.1524/hzhz.2010.0003.
- Friedensherstellung und Friedenswahrung. In: Pim den Boer et al. (Hrsg.): Europäische Erinnerungsorte. Band 1: Mythen und Grundbegriffe des europäischen Selbstverständnisses. Oldenbourg, München 2012, ISBN 978-3-486-70418-1, S. 285–295.

Lexikonartikel (Auswahl)
- Zivilisation, Kultur. In: Otto Brunner, Werner Conze, Reinhart Koselleck (Hrsg.): Geschichtliche Grundbegriffe. Historisches Lexikon zur politisch-sozialen Sprache in Deutschland. Band 7: Verw – Z. Klett-Cotta, Stuttgart 1992, ISBN 3-12-903912-0, S. 679–774.